# Tara Strong
Tara Strong, pseudonimo di Tara Lyn Charendoff (Toronto, 12 febbraio 1973), è un'attrice e doppiatrice canadese naturalizzata statunitense.
È nota soprattutto per i suoi doppiaggi nei cartoni animati e nei videogiochi.

## Vita privata
Tara Strong ha una sorella di nome Marla. I genitori, Lucy e Syd, sono ebrei provenienti dalla Russia emigrati in Canada per sfuggire ai pogrom. 
Nel 2000 si è sposata con l'attore Craig Strong, di cui ha preso il cognome e con cui ha avuto due figli, Sammy, nato nel 2002, e Aden, nato nel 2004. La coppia ha divorziato nel giugno 2019.

## Filmografia

### Cinema
- La scuola più pazza del mondo (National Lampoon's Senior Trip), regia di Kelly Makin (1995)

### Televisione
- Sabrina, vita da strega (Sabrina the Teenage Witch) – serie TV, 1 episodio 3x06 ) (1998)
- Sabrina nell'isola delle sirene (Sabrina, Down Under), regia di Kenneth R. Koch (1998)
- Sabrina - Vacanze romane (Sabrina Goes To Rome), regia di Tibor Takács (1998)
- La vita secondo Jim (According to Jim) – serie TV, episodi 6x10-8x01 (2007-2008)
- Big Time Rush – serie TV, 5 episodi (2011-2012)
- Sanders Shorts – serie TV, 6 episodi (2016-2017)

#### Doppiaggio
- Gattina Fatina ne La casa delle bambole di Gabby e La casa delle bambole di Gabby: Il film
- Gru Jr. in Cattivissimo me 4
- Ben Tennyson in Ben 10, Ben 10: Ultimate Alien, Ben 10: Omniverse e Ben 10
- Dolly ne Le Superchicche, Le Superchicche - Il film e The Powerpuff Girls
- Raven/Corvina in Teen Titans, Teen Titans: Trouble in Tokyo, Teen Titans Go!, Teen Titans Go! - Il film, Teen Titans Go! Vs. Teen Titans, I Teen Titans Go! Guardano Space Jam e Teen Titans Go! & DC Super Hero Girls - Confusione nel Multiverso
- Batgirl/Barbara Gordon in Dc Super Hero Girls
- Tara e Joss Possible in Kim Possible
- Timmy Turner e Poof in Due fantagenitori
- Angel in Lilo & Stitch
- Penelope Spectra in Danny Phantom
- Principessa Clara, Toot Braunstin e altri personaggi in Drawn Together
- Twilight Sparkle in My Little Pony - L'amicizia è magica e My Little Pony - Equestria Girls
- Talwyn Apogee in Ratchet & Clank: Armi di distruzione e Ratchet & Clank: Alla ricerca del tesoro
- Rikku in Final Fantasy X e in Kingdom Hearts 2
- Ursula / Elisa in Metal Gear Solid: Portable Ops
- Paz Ortega Andrade in Metal Gear Solid: Peace Walker e Metal Gear Solid V: Ground Zeroes
- Harley Quinn in Batman: Arkham City, Batman: Arkham Origins, Batman: Arkham Knight e Suicide Squad: Kill the Justice League
- Maguro Maki in Sushi Pack
- Reporter in Batman: Hush
- Crossing Swords – serie animata, 8 episodi (2020-in corso)
- Miss Minutes in Loki
- Regina Victoria da giovane in Van Helsing - La missione londinese
- Melody in La Sirenetta II - Ritorno agli Abissi
- Mainframe in Guardiani della Galassia Vol. 3
- Lena Duprè in Scooby-Doo e l'isola degli zombie
- Roshan in L'era glaciale

## Doppiatrici italiane
Nelle versioni in italiano delle opere in cui ha recitato, Tara Strong è stata doppiata da:
- Paola Valentini in Sabrina - Vacanze romane (ridoppiaggio), Sabrina nell'isola delle sirene
- Perla Liberatori in Sabrina - Vacanze romane

Come doppiatrice è sostituita da:
- Perla Liberatori in Le Superchicche, La Sirenetta II - Ritorno agli Abissi, Le Superchicche - Il film, The Powerpuff Girls
- Marcella Silvestri in Batman: Arkham City, Batman: Arkham Origins, Batman: Arkham Knight, Injustice 2
- Emanuela Pacotto in My Little Pony - L'amicizia è magica, My Little Pony: il film, My Little Pony - Una nuova generazione, My Little Pony: Ritrova la tua magia, Drawn Together
- Chiara Francese in MultiVersus, Suicide Squad; Kill the Justice League, Batman: Arkham Shadow
- Daniele Raffaeli in Ben 10, Ben 10: Omniverse
- Lorella De Luca in The Amazing Spider-Man, The Amazing Spider-Man 2
- Gea Riva ne L'ispettore Gadget, Mortal Kombat X
- Antonella Baldini in Due fantagenitori
- Laura Latini in Lilo & Stitch
- Germana Pasquero in Chowder - Scuola di cucina
- Monica Bertolotti in Teen Titans Go!
- Patrizia Scianca in Rage
- Valentina Favazza in Ultimate Spider-Man
- Sara Ferranti in Loki
- Gabriele Patriarca in Ben 10
- Riccardo Suarez in Ben 10 (ep. 1x01-03)
- Benedetta Ponticelli ne La casa delle bambole di Gabby